# Гаспар Молиан
Гаспар Теодор Молиан (на френски: Gaspard Théodore Mollien) е френски дипломат, изследовател на Африка.

## Биография
Роден е на 29 август 1796 година в Париж, Франция, в семейство на дипломата Антоан Молиан и Мери-Елизабет. От ранно детство страстно се запалва към пътешествия след прочитането на книгата „Робинзон Крузо“. През 1814 постъпва във военноморския флот като чиновник и през 1816 пристига във френската колония Сенегал. По време на това пътуване той оцелява след корабокрушение на фрегата „Медуза“. Установява се на остров Горе, където преподава африкански езици.
През 1817 – 1818 г., по нареждане на френското правителство, изследва масива Фута Джалон (между 10º 30` и 11º 30` с.ш.) и открива изворите на реките Корубал, Гамбия (1200 км) и Бафинг (река Сенегал). След завръщането си във Франция през 1819 е награден с Орден на почетния легион за направените открития, а през 1820 – 1822 публикува книгата си: „Voyage dans l'intérieur de l'Afrique aux sorces du Sénégal et de la Gambie“, Vol. 1 – 2, Paris, 1820 – 1822 (в превод „Пътешествие във вътрешността на Африка към изворите на Сенегал и Гамбия“).
През 1822 – 1823 г. работи във френското посолство в Колумбия, от 1824 до 1831 е консул, а след това генерален консул в Хаити. От 1831 до 1848 е генерален консул в Хавана, Куба.
Умира на 28 юни 1872 година в Ница на 75-годишна възраст.